# Resolució 2269 del Consell de Seguretat de les Nacions Unides
La Resolució 2269 del Consell de Seguretat de les Nacions Unides fou adoptada el 29 de febrer de 2016. El Consell va nomenar Serge Brammertz nou fiscal del Mecanisme Residual pels Tribunals Penals Internacionals per substituir Hassan Bubacar Jallow, nomenat en 2012.
La resolució fou aprovada per onze vots a favor, cap en contra i quatre abstencions. Per a Egipte, Senegal i Angola era inacceptable que el mecanisme només estigués dirigit pels països occidentals. També es va considerar que el secretari havia arribat massa tard amb el nom del candidat a considerar. Quant a Rússia, igual que en resolucions anteriors sobre el tema, també es va abstenir a causa dels llargs retards en completar el Tribunal Penal Internacional per a l'antiga Iugoslàvia.
Després del període inicial de quatre anys, es preveia que el mecanisme es revisaria cada dos anys. El Consell de Seguretat va nomenar a Brammertz per un període comprès entre l'1 de març de 2016 i el 30 de juny de 2018.